# Adobe Photoshop Elements
Adobe Photoshop Elements – program graficzny przeznaczony do grafiki rastrowej, jest uproszczoną wersją programu Adobe Photoshop, przeznaczoną dla amatorów.

## Opis
Photoshop Elements sprzedawany jest za ok. 1/6 ceny programu Photoshop CS. Elements zawiera większość funkcji znanych z profesjonalnej wersji, ale charakteryzują się one mniejszą liczbą opcji i są prostsze w obsłudze. Program pozwala użytkownikom tworzyć, edytować, organizować i udostępniać zdjęcia.

## Wersje

### Wersje na system Windows
- 1: kwiecień 2001
- 2: sierpień 2002
- 3: październik 2004
- 4: październik 2005
- 5: październik 2006
- 6: październik 2007
- 7: październik 2008
- 8: wrzesień 2009
- 9: wrzesień 2010
- 10: wrzesień 2011
- 11: wrzesień 2012
- 12: wrzesień 2013 – odpowiada wersji Photoshop CS6
- 13: wrzesień 2014

### Wersje na system Mac
- 2: 2002
- 3: 2004
- 4: 2006
- 6: 2008
- 8: wrzesień 2009 (niekompatybilny jeżeli system operacyjny ma wybrany język polski, czeski – błąd „Licensing has stopped working”)
- 9: wrzesień 2010 (niekompatybilny jeżeli system operacyjny ma wybrany język polski, czeski – błąd „Licensing has stopped working”)
- 10: wrzesień 2011 (niekompatybilny jeżeli system operacyjny ma wybrany język polski, czeski – błąd „Licensing has stopped working”)
- 11: wrzesień 2012
- 12: wrzesień 2013
- 13: wrzesień 2014